# 福原 (小惑星)
福原（ふくはら、8043 Fukuhara）は小惑星帯に位置する小惑星。群馬県大泉町のアマチュア天文家、小林隆男が発見した。
天体に関するWebサイト 星が好きな人のための新着情報 を運営する兵庫県の福原直人（1965年生まれ）から命名された。